# Browar Zodiak
Browar Zodiak – mały browar regionalny, który mieści się pod Kłodawą w miejscowości Bierzwienna Długa-Kolonia. Zakład należy do przedsiębiorstwa PPHU Jamard i jest członkiem Stowarzyszenia Regionalnych Browarów Polskich.
Browar Zodiak został założony w 1997 roku przez piekarza Jana Kacprzaka i działa w ramach piekarni w Bierzwiennej Długiej-Kolonii. Moce produkcyjne zakładu wynoszą 30 tysięcy hektolitrów piwa rocznie.

## Produkty

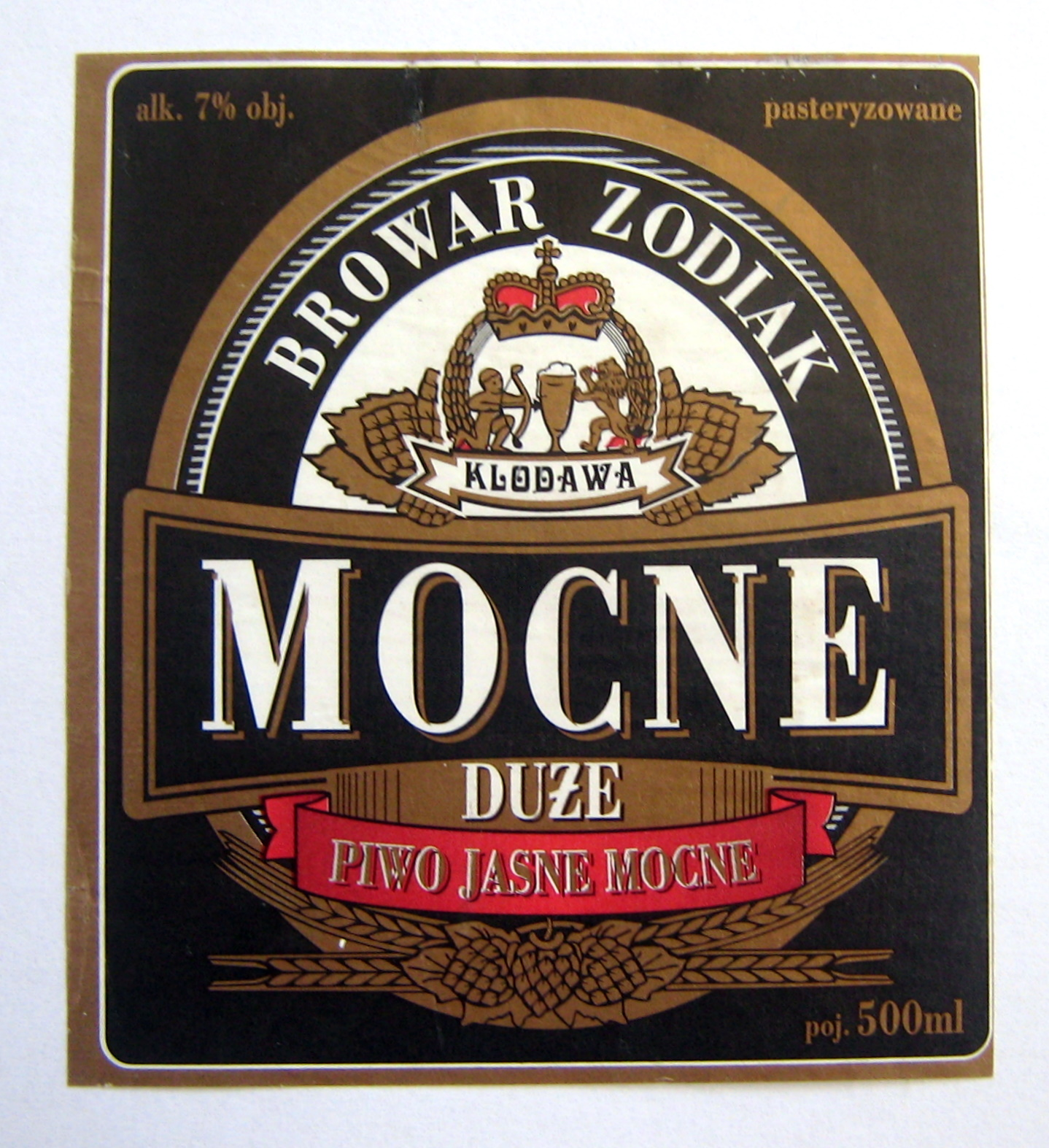
Etykieta piwa Mocne Duże

Lager
- Lew Pils
- Lew Mocne
- Lew Classic
- Mocne Beer
- Mocne Małe
- Relax Pils
- Silver Pils
- Strzelec
- Twoje Mocne[3]
- Zodiak
- Widzewiak